# 英之傑
英之傑（Inchcape）是一家從事汽車代理及零售業務的跨國企業，成立於1847年，總部設於英國倫敦。服務範圍遍及歐洲、南美洲、亞洲、非洲以及大洋洲。
公司源自1847年由兩名蘇格蘭商人威廉·麥金農以及羅拔·麥肯齊於印度加爾各答成立的麥金農·麥肯齊公司（Mackinnon Mackenzie Company），1874年，詹姆斯·馬凱加入麥金農·麥肯齊公司，他對公司的發展起了重要的作用。隨着印度內陸運輸業的發展，靛藍染料、煤炭、茶葉、黃麻和熟鐵的出口量越來越高，公司的業務也隨之穩步增長。1878年10月，馬凱在孟買設立了分公司。1929年，馬凱被授予英奇凱普伯爵一（1st Earl of Inchcape）的稱號，以紀念建於Inchcape Rock的貝爾燈塔，麥金農·麥肯齊公司則於1950年代易名為英之傑，1958年於倫敦證券交易所上市。之後英之傑收購Millars Timber & Trading Company、慕娘公司以及天祥洋行等貿易公司。1973年收購Mann Egerton後，英之傑開始涉足汽車銷售業務。直到1980年代，英之傑的核心業務包括服務業範疇的採購、保險、檢驗檢測和運輸，營銷和分銷範疇的商業機器、消費與工業產品和車輛貿易，還有原料產業範疇的茶葉和木材貿易。經歷亞洲金融危機後，英之傑於1998年3月宣布只保留集團內發展得最好的汽車業務，其他業務均全部出售，1999年7月，英之傑正式轉型為專營汽車業務的企業。
集團旗下子公司皇冠汽車於1966年成立，是豐田汽車、凌志汽車、大發汽車和日野汽車在香港的獨家經銷商，而英倫汽車則為捷豹和越野路華香港獨家經銷商。2020年，集團擴充其網上銷售私家車業務，以應對2019冠狀病毒病香港疫情導致線下銷售下跌。英之傑自2023年10月以来独家在印尼组装和分销梅赛德斯 - 奔驰品牌的分销和生产，通过 PT Inchcape Indomobil Distribution Indonesia（70%，与 Indomobil的合资企业 30%）分销， 并由其子公司 PT Mercedes-Benz 拥有的茂物42公顷的装配厂组装 印度尼西亚。